# Ponte dei Pugni

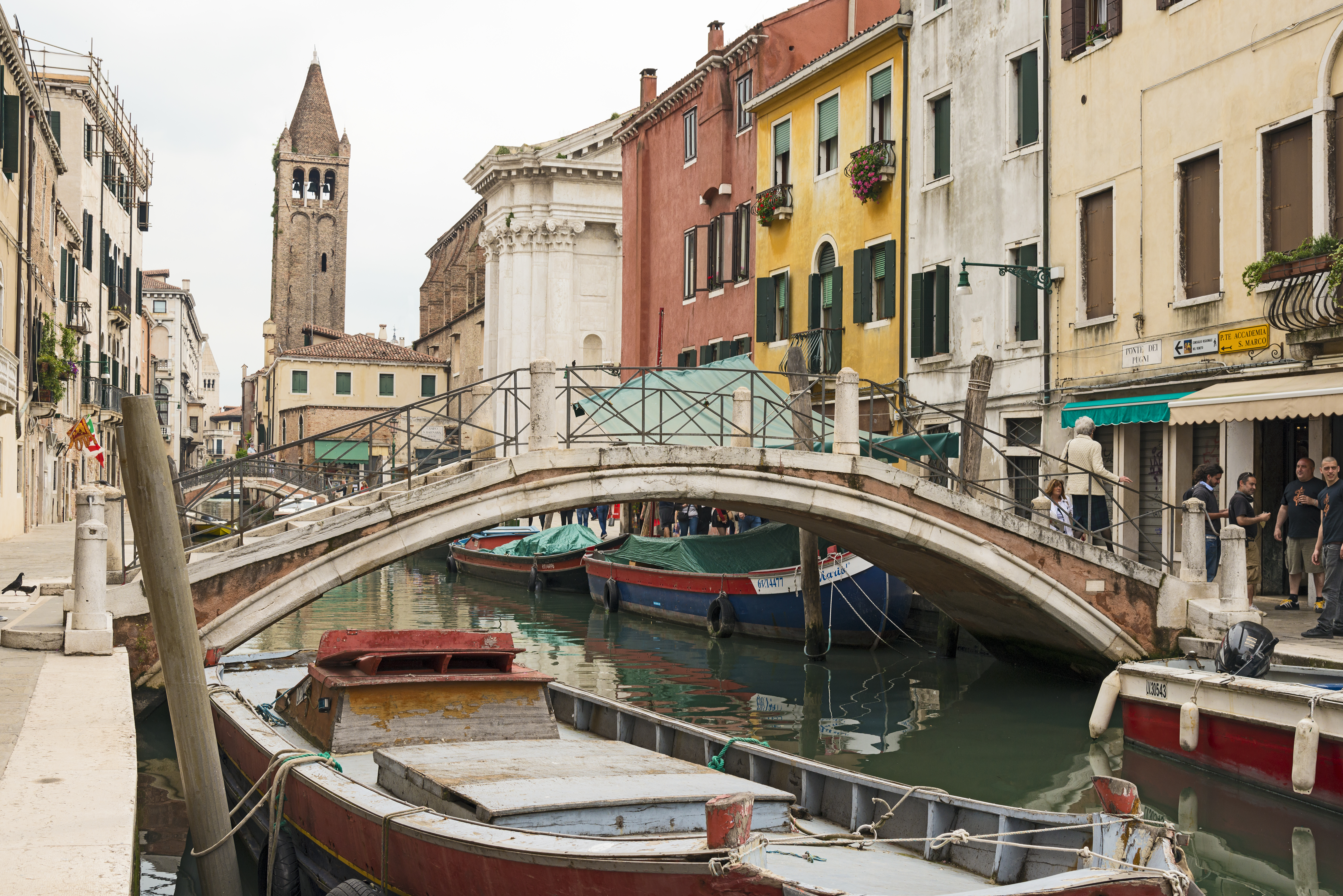
Ponte dei Pugni mit dem Rio de San Barnaba. Im Hintergrund die Kirche San Barnaba und ihr Campanile

Die Ponte dei Pugni ist eine Segmentbogenbrücke in Venedig. Sie war über mehrere Jahrhunderte Schauplatz berühmter Faustwettkämpfe, worauf ihr Name „Fäustebrücke“ hindeutet.

## Lage
Die Brücke liegt im Westteil der Altstadt im Sestiere Dorsoduro unweit der Kirche San Barnaba. Sie überbrückt den Rio de San Barnaba, der östlich der Ponte dei Pugni in den Canal Grande mündet. Die Brücke verbindet den Campo San Barnaba mit dem Campo Santa Margherita.

## Beschreibung und Geschichte
Die Steinbrücke besteht aus Mauerziegeln und istrischem Stein. Ihr  Eisengeländer ist an Säulen aus istrischem Stein befestigt. Die Brücke wurde in den 1870er Jahren errichtet und ersetzte eine wesentlich ältere Brücke. Letztere
besaß kein Geländer (venezianisch Bande) und hieß früher Ponte dei Pugni della Guerra.  Sie war eine der Brücken in Venedig, auf denen die berühmten Faustwettkämpfe zwischen den beiden rivalisierenden Parteien der Nicolotti und Castellani ausgetragen wurden.

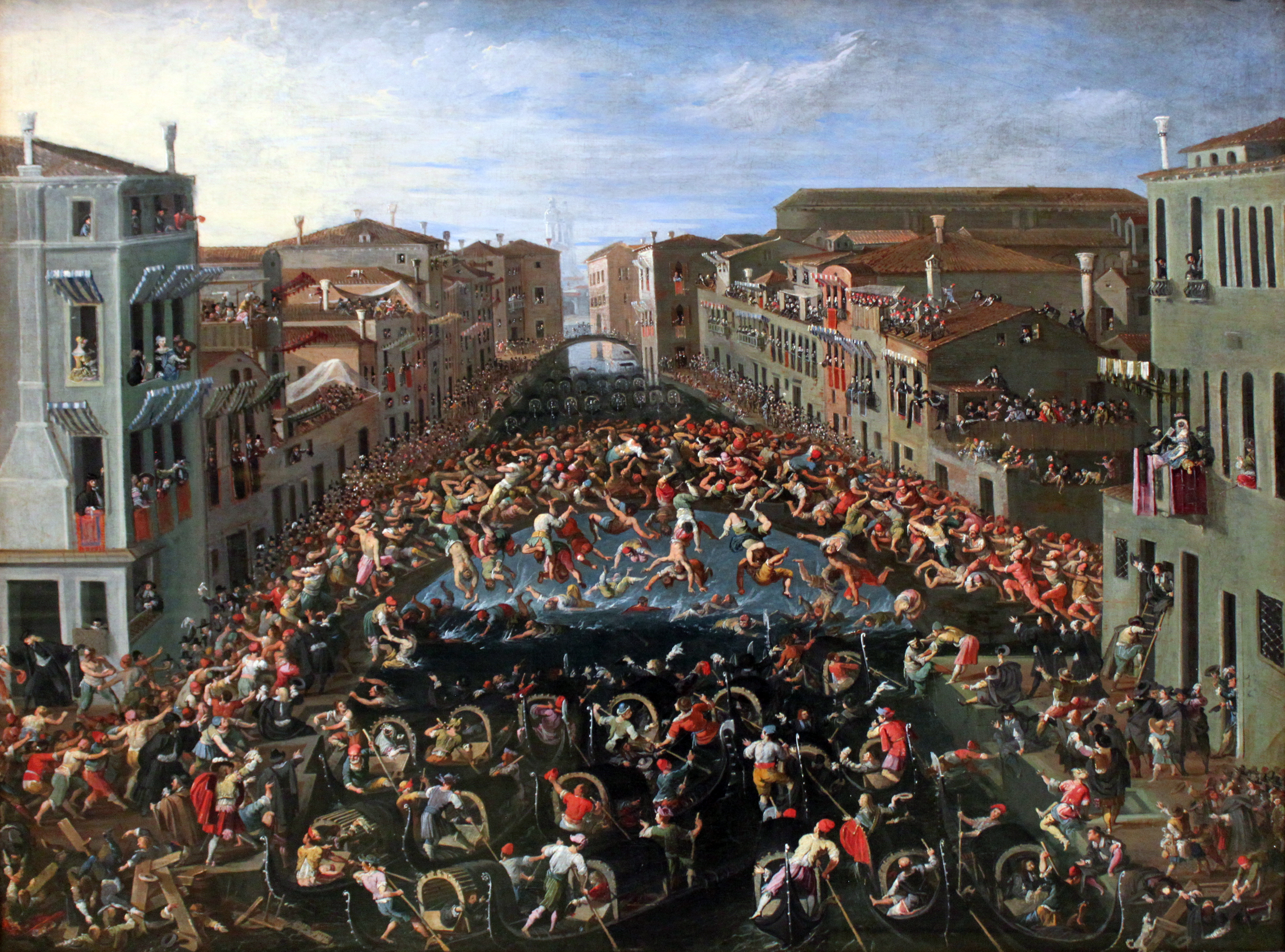
Wettstreit auf der Ponte dei Pugni Ölgemälde von Joseph Heintz dem Jüngeren von 1673 (Germanisches Nationalmuseum)

Die Ursprünge der Rivalität zwischen beiden Faktionen ist unbekannt. Laut der venezianischen Geschichtsschreibung geht sie auf die Gründungszeit Venedigs zurück, als sich die Einwohner der beiden verfeindeten Orte Heracleia und Jesolo in der Lagune von Venedig niederließen.
Historisch dokumentiert ist, dass sich die Lagunenstadt bereits unter dem Dogen Sebastiano Ziani (1172–1178) in die beiden Parteien der Castellani und Cannaruoli aufteilte. Erstere gehörten den Sestieri Castello, San Marco und Dorsoduro an, letztere den Stadtteilen San Polo, Santa Croce und Cannaregio. Als 1307 den Cannaruoli auch die westlichen Contrade von Dorsoduro angegliedert wurden, wurden sie nach der Contrada San Nicolò dei Mendicoli in Nicolotti umbenannt.
Die Angehörigen der beiden Parteien gehörten der Arbeiterschicht der Stadt an. Die Castellani rekrutierten sich vor allem aus den hochspezialisierten Werftarbeitern des Arsenals, während die Nicolotti überwiegend der Fischerei nachgingen. Das oligarchische venezianische Herrschaftssystem förderte die Rivalitäten zwischen den beiden Parteien, die auch in Schlägereien ausarteten. Ab 1292 regelte die Republik Venedig die Faustkämpfe. Unter anderem wurde festgelegt, dass sie nur im Zeitraum von September bis Weihnachten gestattet waren. Ausgetragen wurden sie auf verschiedenen Brücken der Stadt, wie auf der Ponte de la Guerra im Sestiere San Marco. Als Hauptwettkampfstätte kristallisierte sich jedoch die Ponte dei Pugni heraus, da sie aufgrund der breiten Fondamenta ausreichend Platz für Wettkämpfer und Zuschauer bot.
Es gab drei Wettkampfarten: „Mostra“, „Frota“ und „Guerra ordinata“. In der „Disziplin“ „Mostra“ kämpften jeweils die zwei stärksten Faustkämpfer gegeneinander. Mehrere Wettkampfpaarungen waren möglich, die auch den ganzen Wettkampftag andauern konnten, bis eine der Parteien gewann. Bei der Disziplin „Frota“ versuchten die Parteien, die Brücke vollständig unter ihre Kontrolle zu bringen. An der Disziplin nahmen alle Mitglieder der beiden Gruppen teil. Es gab keine Regeln und sogar Stichwaffen wurden eingesetzt, die zahlreiche Verletzte verursachten. Die sogenannte geordnete Kriegsführung (italienisch Guerra ordinata) war ebenfalls eine „Mannschaftsdisziplin“, bei der man den Gegner in den Kanal zu drängen und zu stoßen versuchte, bis keine Gegner mehr auf der Brücke waren.

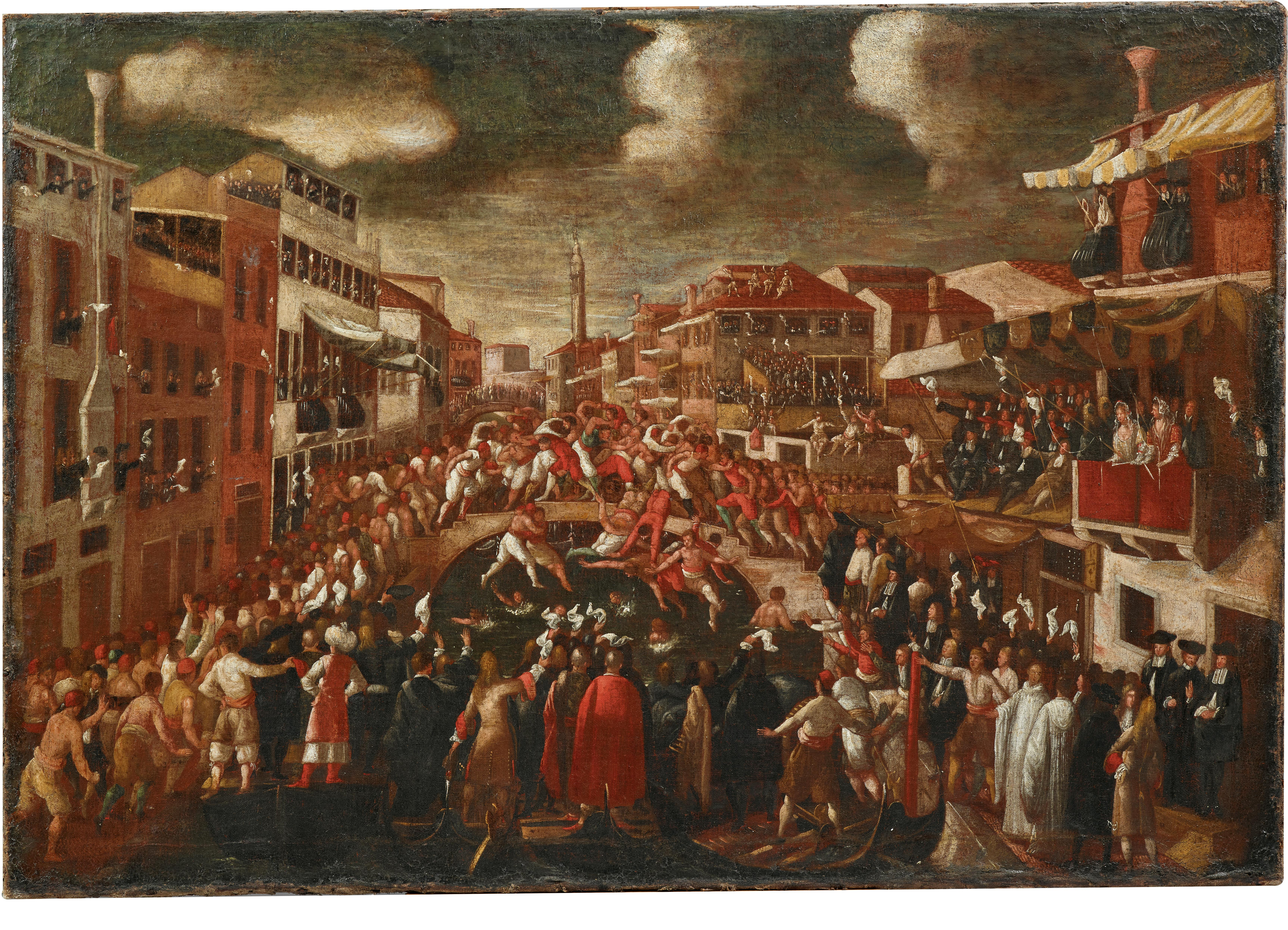
Eine der letzten Darstellungen der Schlacht aus eigener Anschauung; Alessandro Piazza (fl. 1691–1716): Battaglia dei Pugni, Öl auf Leinwand, 89 × 129 cm, wohl kurz nach 1700, Dorotheum, nunmehr in einer Privatsammlung

Der letzte Faustkampf fand am 30. September 1705 statt und endete in einem Gewaltexzess, bei dem Steine und Messer eingesetzt wurden, was zahlreiche Verletzte forderte. Da zudem die Teilnehmer einen in der Stadt ausgebrochenen Brand im Eifer des Kampfes ignorierten, wurde der Faustkampf zwischen den Castellani und den Nicolotti kurz darauf von der Republik untersagt. Fortan mussten die beiden Parteien ihren Wettstreit in friedlicher Form anhand von Ruderwettkämpfen austragen.